# Веа, Соакай
Соакай Веа (англ. Soakai Vea; 19 июля 1998) — тонганский футболист, нападающий. Игрок сборной Тонга.

## Биография
Представляет клуб чемпионата Тонга «Лотоха’апаи Юнайтед». В 2014 году сыграл за команду 3 матча в отборочном раунде Лиги чемпионов ОФК.
Дебютировал за сборную Тонга 19 августа 2015 года в товарищеском матче против сборной Фиджи.